# Demetrius van Phalerum
Demetrius van Phalerum (ca. 350-283 v.Chr.) was een succesvol Atheens intellectueel, schrijver, redenaar en staatsman. Hij kwam uit Faleron bij Athene.
Hij was leerling geweest van Aristoteles en Theophrastus, en kocht voor deze laatste het terrein, waarop de zogenaamde School van de Peripatetici stond (zo noemde men de volgelingen van Aristoteles). Hij gold als beschermer en persoonlijke vriend van de komediedichter Menander. Voor Cicero belichaamde hij de door Plato gedroomde synthese van filosoof en staatsman, en latere kroniekschrijvers stellen hem als Atheens wetgever op één lijn met Theseus en Solon.

## Stadhouder van Athene
Als zoon van de overtuigde democraat Phanostratus (zelf schrijver en politicus) uit het havenstadje Phalerum groeide Demetrius niettemin uit tot het boegbeeld van de op de Macedoniërs steunende oligarchie in het postklassieke Athene. In 317 werd hij door Cassander als gevolmachtigd stadhouder van Athene aangesteld, een ambt dat hij op voortreffelijke wijze bleef uitvoeren tot hij in 307 door de Macedonische generaal Demetrius Poliorcetes werd verdreven. 
Als stadhouder bestreed Demetrius van Phalerum niet alleen de interne partijtwisten, door een economische politiek probeerde hij Athene ook minder afhankelijk te maken van de invoer, die jaarlijks meer geld verslond dan de staatskas kon dragen. Zijn maatregelen om de staatsfinanciën opnieuw in evenwicht te brengen belastten de vermogenden en kwamen indirect de armen ten goede. Zijn (Platonische) overtuiging dat de Atheners de krachtige hand van een moreel hoogstaande leider nodig hadden, manifesteerde zich in allerlei verordeningen die ook diep in het privé-leven van de burgers ingrepen. Zo verbood hij onder meer al te weelderige grafmonumenten op te richten, en ook bestreed hij wulpse en onzedige dameskleding.
Niettemin roddelden zijn tegenstanders er op los: hij die onzedige kleding bestreed, zou zelf vaak gezien zijn in gezelschap van schaars geklede dames. Ook zou hij zulke weelderige feestjes aangericht hebben dat zijn kok met de opbrengst van de "voedselrestjes" zich binnen de twee jaar drie villa’s kon laten bouwen. En had hij niet op de Agora, naast het beeld van de Tirannendoders, zijn eigen standbeeld laten oprichten, dat de Atheners goddelijke eer bewezen? De goden zouden hun afkeur daarover trouwens hebben laten merken door rond het beeld een massa dollekervel te laten opschieten, een giftig kruid dat elders in de stad maar nauwelijks wilde groeien… Is dit allemaal roddel van gefrustreerde tegenstanders? Of golden Demetrius' morele principes enkel voor anderen?
Na tien jaren van voorspoed - want Demetrius' hervormingen bevorderden daadwerkelijk de Atheense maatschappij – waren de na-ijver en de frustraties tegen de door hem geleide oligarchie zozeer gegroeid dat de Atheners Demetrius Poliorcetes geestdriftig ontvingen en "de filosoof op de troon" moest vluchten. Hij werd bij verstek ter dood veroordeeld, en (zo’n 300?) standbeelden van hem werden vernietigd.

## Culturele werken
Door de politieke omstandigheden verdreven vluchtte Demetrius van Phalerum, eerst naar Boeotië en vandaar naar het Ptolemaeïsche rijk in Egypte, waar hij als ambteloos burger tot aan zijn dood verbleef. In Alexandrië verrichtte hij verdienstelijke literaire en wetenschappelijke arbeid, en toen Ptolemaus I Soter daar het beroemde Museum stichtte, was dat op raad van Demetrius. Ook adviseerde hij de koning bij de inrichting van de bibliotheek, waarvan hij tot conservator werd aangesteld (297 v.Chr). In de Brief van Aristeas wordt hij in die rol opgevoerd als degene die met succes aan Ptolemaeus II Philadelphus voorstelde de Thora in het Grieks te laten vertalen, waarmee hij aan de basis zou staan van de totstandkoming van de Septuaginta (Brief van Aristeas, 9-11). De historische waarde van deze traditie is niet bekend; wel is duidelijk dat Demetrius op een zeker moment bij Ptolemaeus Philadelphus in ongenade viel. Demetrius overleed in 283 v.Chr.
Van zijn talrijke geschriften onder meer over Atheense geschiedenis, over filosofie en retoriek, taalkunde en letterkundige kritiek is niets overgebleven.
 Portaal Oudheid · Athene · Geschiedenis van Griekenland · Geschiedenis van Athene
- Bibsys: 95001153
- Biblioteca Nacional de España: XX1141622
- Bibliothèque nationale de France: cb121906097 (data)
- Catàleg d'autoritats de noms i títols de Catalunya: 981058512185606706
- CiNii: DA05289645
- Gemeinsame Normdatei: 118677713
- International Standard Name Identifier: 0000 0000 1355 8362
- Library of Congress Control Number: n81008008
- Nationale Bibliotheek van Letland: 000131331
- Bibliotheek van het Japanse parlement: 00967435
- Nationale Bibliotheek van Tsjechië: jn19981000929
- Nationale bibliotheek van Australië: 35516646
- Nationale Bibliotheek van Israël: 987007271759505171
- Nationale Bibliotheek van Polen: a0000001188463
- Nationale en Universitaire bibliotheek Zagreb: 000221096
- Nederlandse Thesaurus van Auteursnamen: 069976007
- Réseau des bibliothèques de Suisse occidentale: 02-A000049573
- Istituto Centrale per il Catalogo Unico: MILV035134
- LIBRIS: 258808
- Système universitaire de documentation: 030505321
- Trove: 981372
- Virtual International Authority File: 974154380896030290072